# Mercure philosophique
Pour les articles homonymes, voir mercure.
Le mercure philosophique, ou mercure des philosophes, ou Notre Mercure, est une substance hypothétique que les alchimistes distinguaient du mercure métallique (appelé, par eux, mercure vulgaire ou commun). Dans sa portée symbolique liée à l'hermétisme c'est le principe féminin générateur du monde.

## Définition
Dans la plupart des cas, l'expression désigne l'ingrédient initial de la pierre philosophale, c'est-à-dire des substances très diverses et sans rapport avec le mercure métallique, ou même les métaux, comme la rosée, l'humus, l'urine, etc. Mais de nombreux alchimistes vont suivre l'idée du pseudo-Geber dans sa Summa perfectionnis (Somme de la perfection) au XIIIe siècle, que la pierre philosophale doit être faite de la substance de base qui compose les métaux et qu'utilise la nature pour les fabriquer. Le pseudo-Geber introduisit aussi la théorie dite du « mercure seul », qui contrairement à la théorie alchimique classique selon laquelle les métaux sont composés de mercure et de soufre, soutient que les métaux précieux sont essentiellement faits de mercure, et que le soufre agit comme une impureté.

Chez certains auteurs qui voient dans l'œuvre alchimique l'expression d'un symbolisme philosophique ou métaphysique le mercure représente le principe passif ou féminin, extérieur et centripète, comparable d'une certaine façon au yin du taoïsme de la philosophie chinoise, et dont l'interaction complémentaire avec le soufre (principe actif) produit le sel c'est-à-dire le monde corporel ou individuel.

## L'école mercurialiste
Au XVIIe siècle, l'alchimie est dominée par l'école mercurialiste

### Définitions
En 1653, l'alchimiste Pierre-Jean Fabre définit ainsi cette substance :
« Quelle est la nature du Mercure des Philosophes qui possède en lui tout ce qui est nécessaire à l'obtention de la Pierre des Philosophes -

Il ne s'agit pas du Mercure vulgaire et commun qui est habituellement vendu chez les commerçants, qui coule comme de l'eau et qui ne mouille pas la main, puisque sa sécheresse l'empêche d'adhérer à ce qu'il touche. Cette sécheresse retient l'humidité et lui fait obstacle, empêchant qu'il ne mouille. Notre Mercure, celui de tous les Philosophes, est différent et distinct, il lui est même opposé. Il ne mouille pas la main, bien que ce soit du sel et qu'il tire son origine d'une source saline, étant un mélange d'eau et de Terre déliées. Ce Mercure est pourtant d'une qualité différente de celui du vulgaire, puisque le nôtre est chaud et humide. Celui qui est vulgaire est froid et humide et ainsi il ne mouille pas. »
— Pierre-Jean Fabre, Maniscriptum ad Fridericum
.
Au XVIIIe siècle les Lumières adoptent un ton plus réservé. En 1785, Buffon rappelle les principes sous-tendant la théorie, mais insiste sur l'aspect spéculatif de l'existence d'une telle substance :
« Nous ne parlerons pas du prétendu mercure des prétendus philosophes qu'ils disent être plus pesant, moins volatil, plus adhérent aux métaux que le mercure ordinaire, et qui leur sert de base comme fluide ou solide ; ce Mercure philosophique n'est qu'un être d'opinion, un être dont l'existence n'est fondée que sur l'idée assez spécieuse que le fonds de tous les métaux est une matière commune, une terre que Becher a nommée Terre mercurielle, et que les autres alchimistes ont regardée comme la base des métaux : or il me paroit qu'en retranchant l'excès de ces idées, et les examinant sans préjugé, elles sont aussi fondées que celles de quelques autres actuellement adoptées dans la chimie. Ces êtres d'opinion dont on fait des principes portent également sur l'observation de plusieurs qualités communes, qu'on voudroit expliquer par un même agent doué d'une propriété générale : or comme tous les métaux ont évidemment plusieurs qualités commune, il n'est pas déraisonnable de chercher quelle peut être la substance active ou passive qui se trouvant également dans tous les métaux, sert de base générale à leurs propriétés communes ; on peut même donner un nom à cet être idéal pour pouvoir en parler et s'étendre sur ses propriétés supposées ; c'est là tout ce qu'on doit se permettre ; le reste est un excès, une source d'erreurs, dont la plus grande est de regarder ces êtres d'opinions comme réellement existant, tandis qu'il ne représente que par abstraction des qualités communes de ces substances. »
— Georges-Louis Leclerc de Buffon, Histoire naturelle des minéraux
.